# Braiser

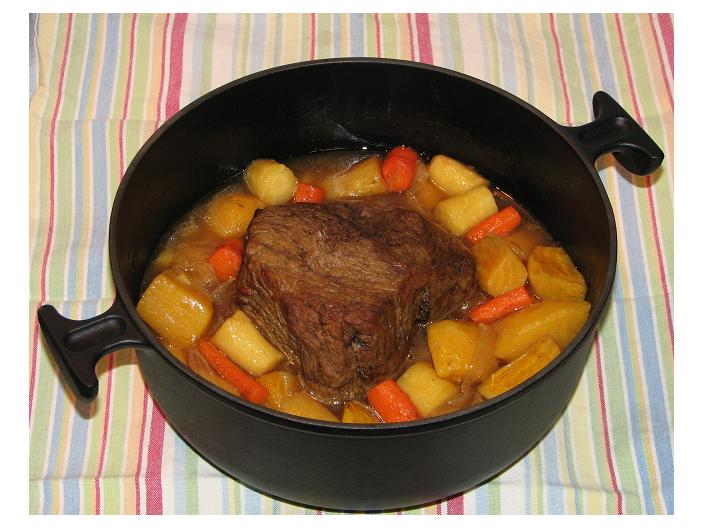
Bœuf et légumes braisés dans une cocotte en fonte.

Le braisage, en cuisine, est une technique de cuisson consistant à faire une cuisson longue à feu doux des aliments dans un récipient fermé, comme dans la cuisson à l'étouffée, dans un peu de liquide plus ou moins aromatisé. Contrairement à la cuisson à l'étouffée, les éléments sont saisis au préalable, c'est-à-dire revenus sur toutes leurs faces dans un corps gras très chaud.
Les légumes, les poissons et les viandes peuvent se braiser de multiples manières, d'une simple recette d'endives fondues au beurre puis compotées dans un peu d'eau sucrée, en passant par certains ragoûts et certaines daubes de la cuisine familiale et traditionnelle (carbonade flamande, coq au vin, tête de veau, etc.). Ce mode de cuisson se retrouve aussi dans les préparations les plus élaborées de la grande gastronomie comme la truite saumonée Cambacérès, le homard à l'américaine ou le canard braisé aux Montmorency.

## Histoire
À l'origine, certains aliments étaient cuits lentement dans un récipient en terre sur un lit de braises depuis l'Antiquité. Les cuisiniers ont  remarqué qu'en couvrant le plat, le jus s'évaporait beaucoup moins, les arômes et les saveurs des denrées se concentraient davantage. Quand la cuisine s'est faite dans l'âtre de grandes cheminées à partir du Moyen Âge, les plats de cuisson se sont multipliés, les couvercles se sont développés jusqu'à avoir un rebord permettant de poser des braises dessus, la cuisson à l'étouffée se faisant « feu dessous et feu dessus ».
Au XIXe siècle, la braisière en cuivre avec couvercle emboîtant, allant au four, est courante dans tous les grands restaurants, mais elle est le plus souvent remplacée en cuisine ménagère par une cocotte en fonte. Anciennement, à une époque où il n'était pas possible de cuire à feu doux (cheminée) et où il n'y avait pas de four à domicile (sauf dans les grandes maisons), un élément technique majeur des cuissons délicates se nommait le potager, qui était un muret muni de creusets à braises au-dessus desquels ou posait des cocottes en terre pour mijoter ou maintenir au chaud.
À part quelques grillades sur barbecue, depuis longtemps les cuissons plats sur braises ont été abandonnées, laissant place dans les cuisines à des matériels (cuisinière, four radiant, hygrométrie contrôlée, etc.) de plus en plus sophistiqués. La technologie employée dans la fabrication des fours et des plaques de cuisson permet d'obtenir des cuissons à des températures précises pour l'aliment (au degré près grâce aux sondes à mettre dans la viande ou la casserole), et des minutages minutieux. Certaines cocottes avaient gardé des rebords hauts, non plus pour la braise, mais pour y mettre de l'eau, maintenant ainsi dans le four une hygrométrie permettant de ne pas dessécher la préparation ; les fours à vapeur modernes ont la même fonction. De plus, la température de l’eau sur le couvercle ne dépassant pas les 100 °C, elle accentue la condensation des vapeurs de cuisson sous forme de gouttes ruisselant à l’intérieur de la cocotte, favorisant ainsi la réhydratation du jus de cuisson. Pour certaines cuissons plus aqueuses, le couvercle peut être remplacé par une feuille de papier sulfurisé, l'évaporation étant plus intense.
Aujourd'hui, les techniques culinaires pour braiser les aliments ont aussi beaucoup évolué. Les modes de conservation et d'acheminement permettent d'utiliser un nombre de produits diversifiés de plus en plus important. Les liquides de mouillement vont d'une simple cuillère d'eau à des fonds pré-préparés en poudre sophistiqués, en passant par toutes sortes de liquides (jus de cuisson, vin, bière, jus de fruits, concentré de légumes…).
Quelquefois, le sucre qui peut être utilisé pour la caramélisation est remplacé par du miel ou certains édulcorants naturels, comme la stévia. Les assaisonnements classiques de sel et de poivre sont souvent complétés par une multitude d'épices et d’herbes aromatiques venues du monde entier, ou remplacés par des concentrés de soja ou du nuoc-mâm. Les corps gras pour saisir les produits au départ sont aussi variés que les régions d'origine des recettes proposées, graisses animales (beurre, saindoux…) ou huiles végétales (olive, tournesol, argan…).

## Les viandes

### Introduction au braisage des viandes et volailles
La cuisson braisée s'appliquent à des morceaux riches en collagène, c'est-à-dire des morceaux de viande qui nécessitent d'être attendris par une cuisson douce et longue.  
| Animal   | Morceaux concernés                                                  |
| -------- | ------------------------------------------------------------------- |
| Agneau   | Épaule, poitrine, souris                                            |
| Bœuf     | Basse-côte, paleron, joue, queue, gîte à la noix, jarret, collier   |
| Veau     | Épaule, poitrine, jarret, grenadin, tendron, bas de carrée, collier |
| Abats    | Ris, langue                                                         |
| Volaille | Canard, coq, dinde, poularde                                        |
| Gibier   | Cuissot, gigue, lièvre                                              |

C'est très certainement une des cuissons les plus difficiles à maîtriser et à comprendre.

### La technique générique
Le braisage consiste à cuire une viande longuement après coloration dans un liquide additionné d'éléments gélifiants. La sauce épaissit grâce à la présence de gelée.
Les braisages peuvent être confondus avec les ragoûts qui sont des cuissons longues après coloration dans un liquide lié à la farine qui devient progressivement la sauce. 
| Phase                                      | Précisions |
| ------------------------------------------ | --- |
| Préparations particulières                 | La viande peut être piquée de lard ou marinée selon la recette |
| Colorer                                    | On colorera la pièce sur toutes les faces sans chercher à appliquer une trop forte chaleur |
| Suer la garniture aromatique               | On ajoutera une garniture de légumes comme des carottes, céleri, oignons, échalotes, gingembre, etc., que l'on fera suer. |
| Déglacer et réduire                        | On versera un peu d'alcool pour décoller les sucs de cuisson et aromatiser. On prendra soin de réduire l'alcool pour en réduire l'acidité. |
| Mouiller                                   | On mouillera la pièce à hauteur avec un bon liquide (du fond blanc ou brun maison (non lié), de l'eau si rien de mieux. |
| Adjoindre la deuxième garniture aromatique | On ajoutera une garniture qui n'a pas besoin de suer mais plutôt d'infuser : thym, laurier, tomate, ail, etc. |
| Ajouter des éléments gélatineux            | La particularité de cette cuisson et de la sauce qui en découle est de ne pas contenir d'amidon. Ainsi en réduisant, la sauce peut être dégraissée et prendre une limpidité inégalée dans les autres modes de cuisson. On mettra donc de la couenne blanchie ou des pieds de veau ou d'agneau. |
| Couvrir et cuire                           | On couvrira pour limiter l'évaporation et on cuira dans un four tout doucement : l'idéal (d'une manière ménagère) est d'appliquer une température de 85 °C durant la durée nécessaire pour attendrir la viande et obtenir des chairs qui s'effilochent facilement. Attention car plus on diminue la température du four, plus on allonge la durée de la cuisson. Ainsi les cuissons peuvent durer 5, 6 voire 10 à 12 h. |
| Chinoiser le jus et faire la sauce         | On chinoisera le jus et on le fera réduire jusqu'à ce qu'il nappe. Assaisonner. |

## Les viandes blanches et volailles à chair blanche

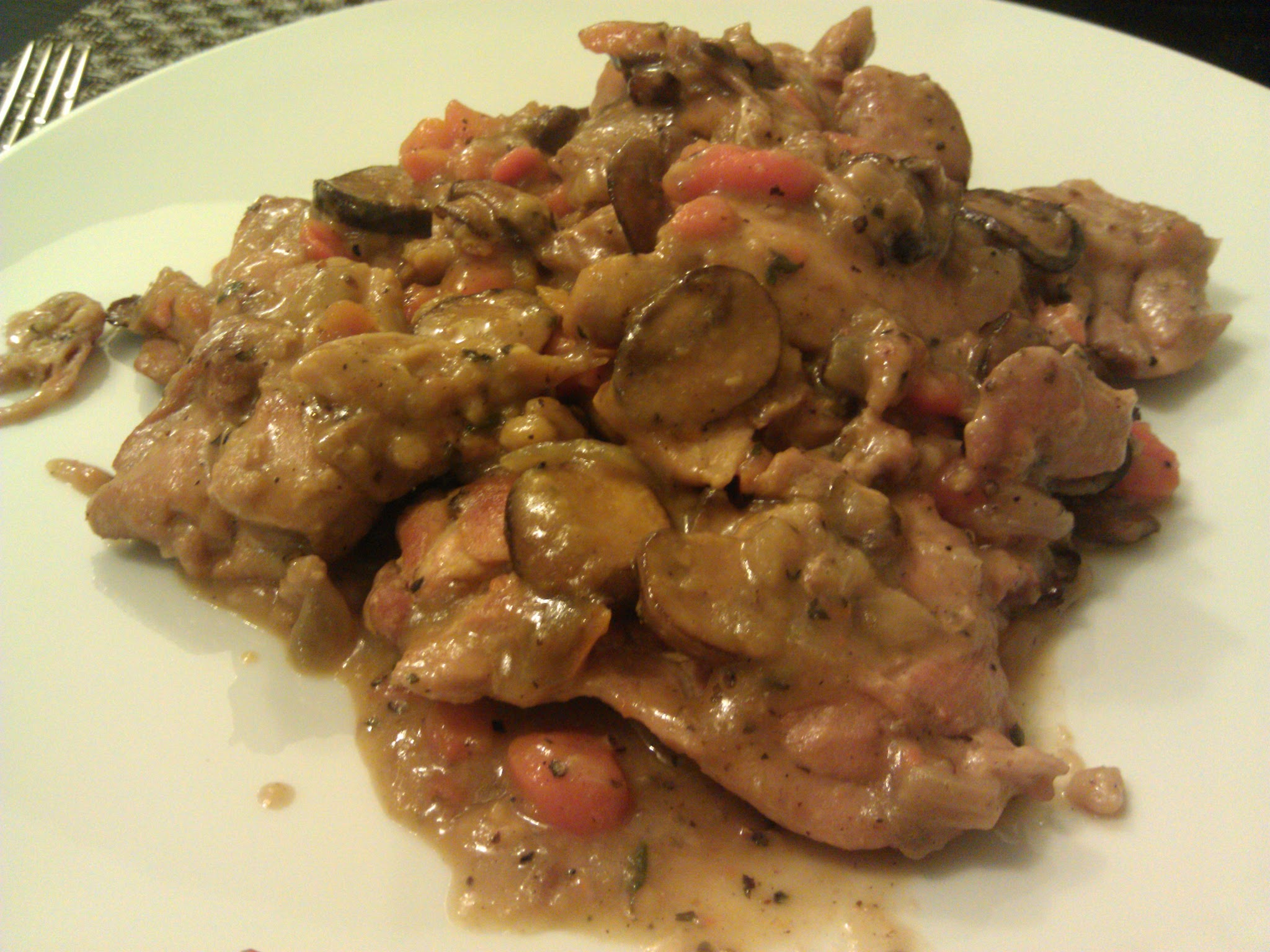
Poulet braisé.

En général, les viandes blanches sont raidies, c'est-à-dire qu'elles sont à peine dorées. 

La technique de base est respectée mais les liquides de mouillement seront plutôt de couleur claire. 

## Les viandes rouges et volailles à chair rouge
Les braisés de viande rouge respectent généralement la technique de base. Les liquides de mouillement seront plutôt foncés.

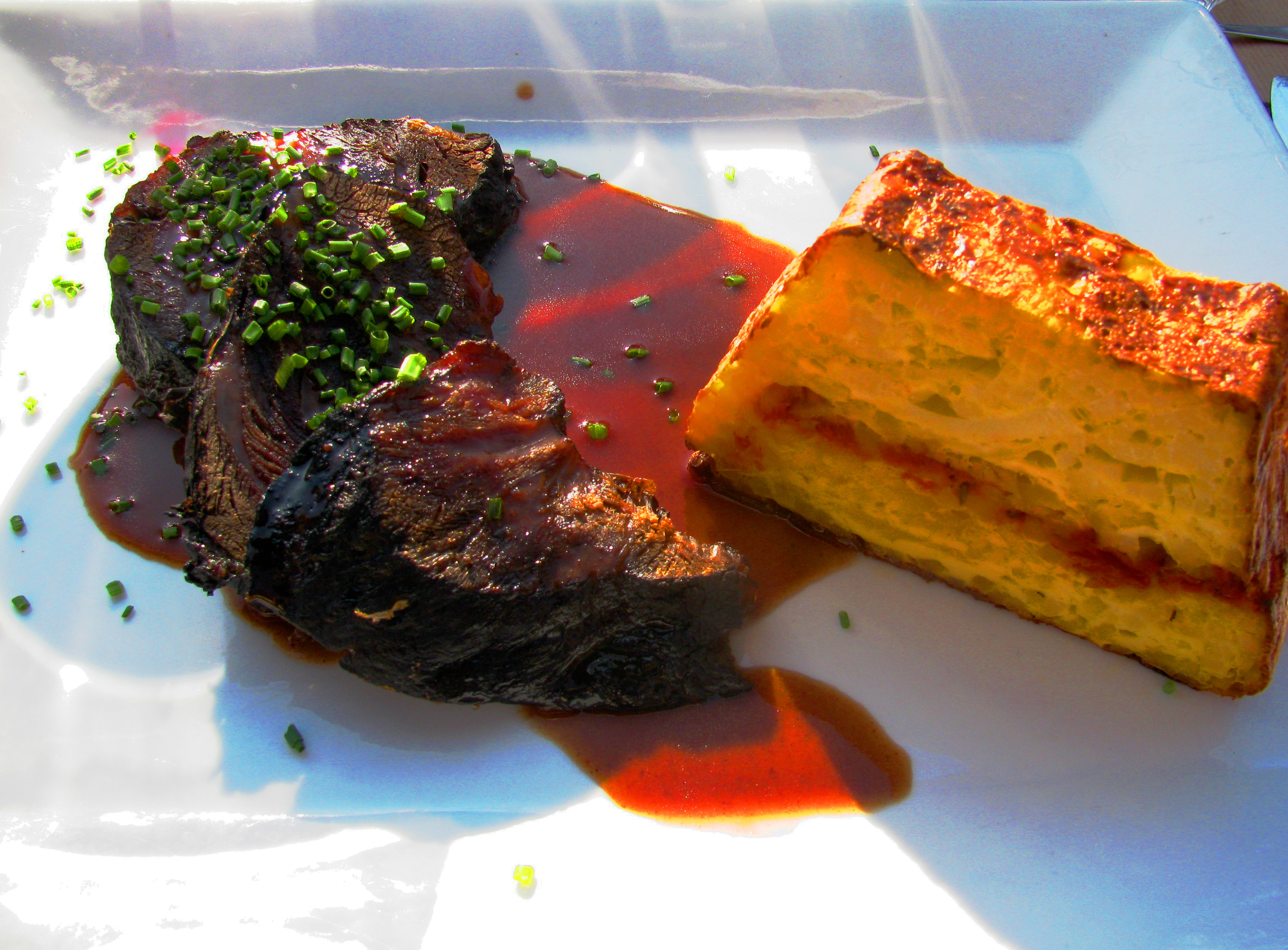
Braisé de bœuf d’Artagnan (Gers).
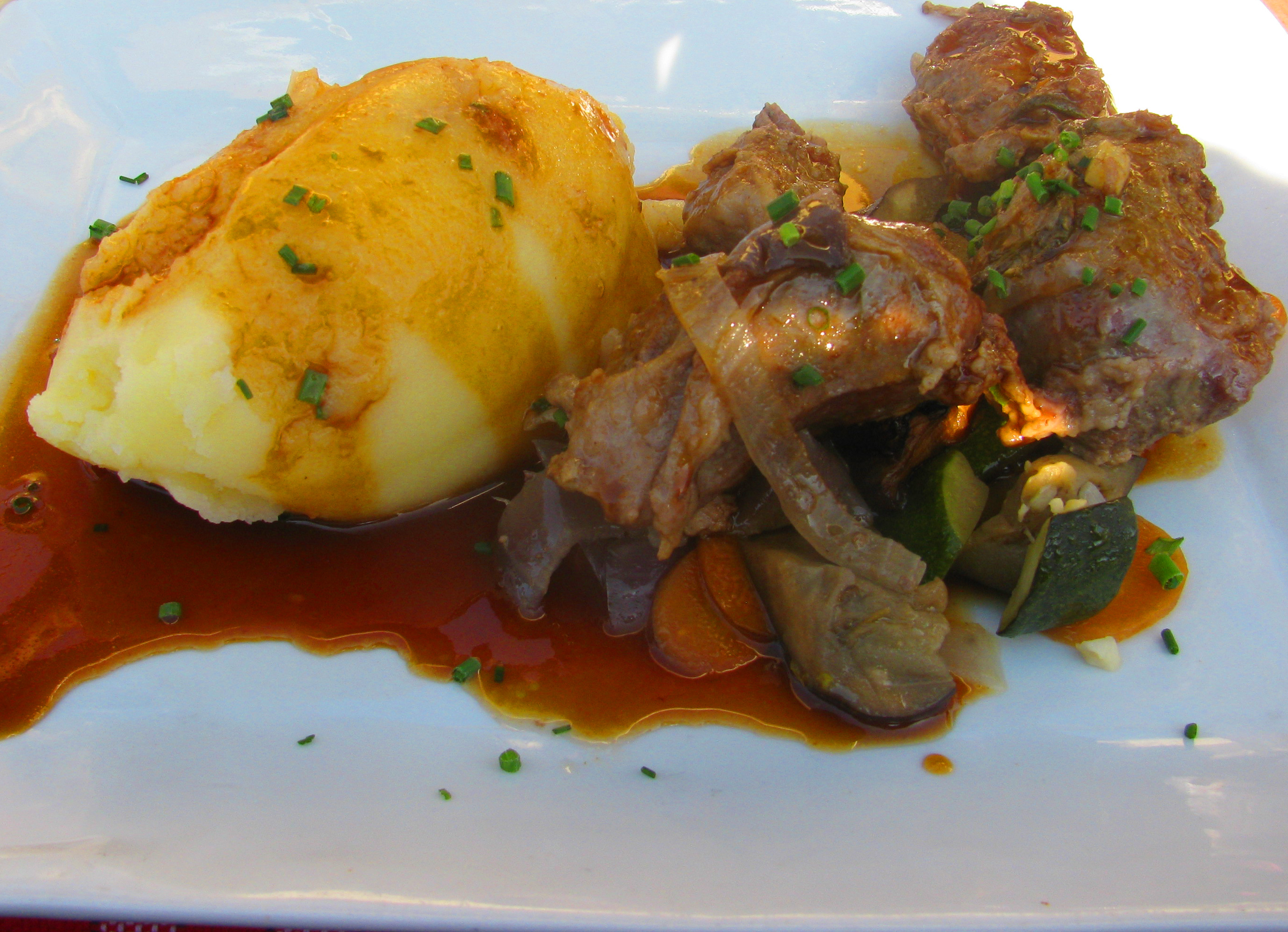
Braisé de porc de Gascogne (noir de Bigorre).

## Les poissons

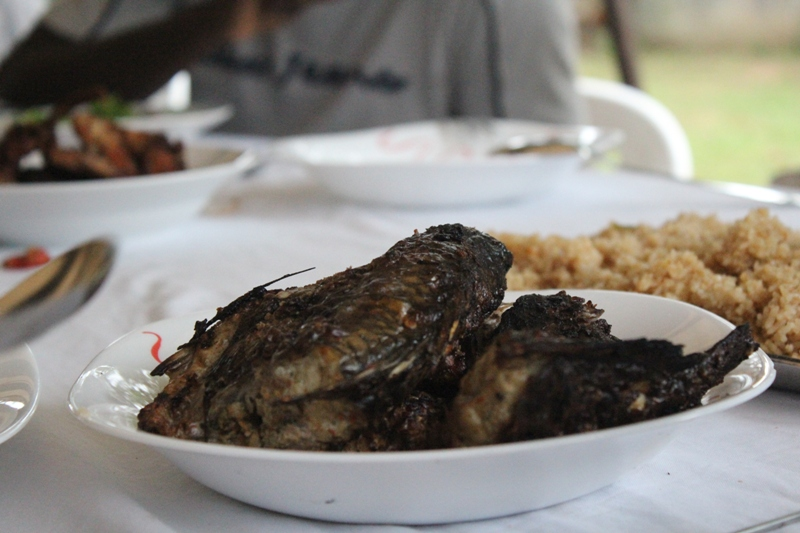
Carpe braisée en Côte-d'Ivoire.

Le braisage de poisson ne joue pas le même rôle que pour la viande car le poisson contient peu voire pas de collagène (c'est pour cela que les chairs ne se tiennent pas).
La notion de braisage est à rapprocher de la cuisson longue dans un liquide. Et c'est tout.
Il y a un peu de gelée qui se formera mais le rôle n'est pas d'attendrir les chairs.
On braisera principalement les gros poissons tels que turbot, carpe ou dorade.

## Les légumes

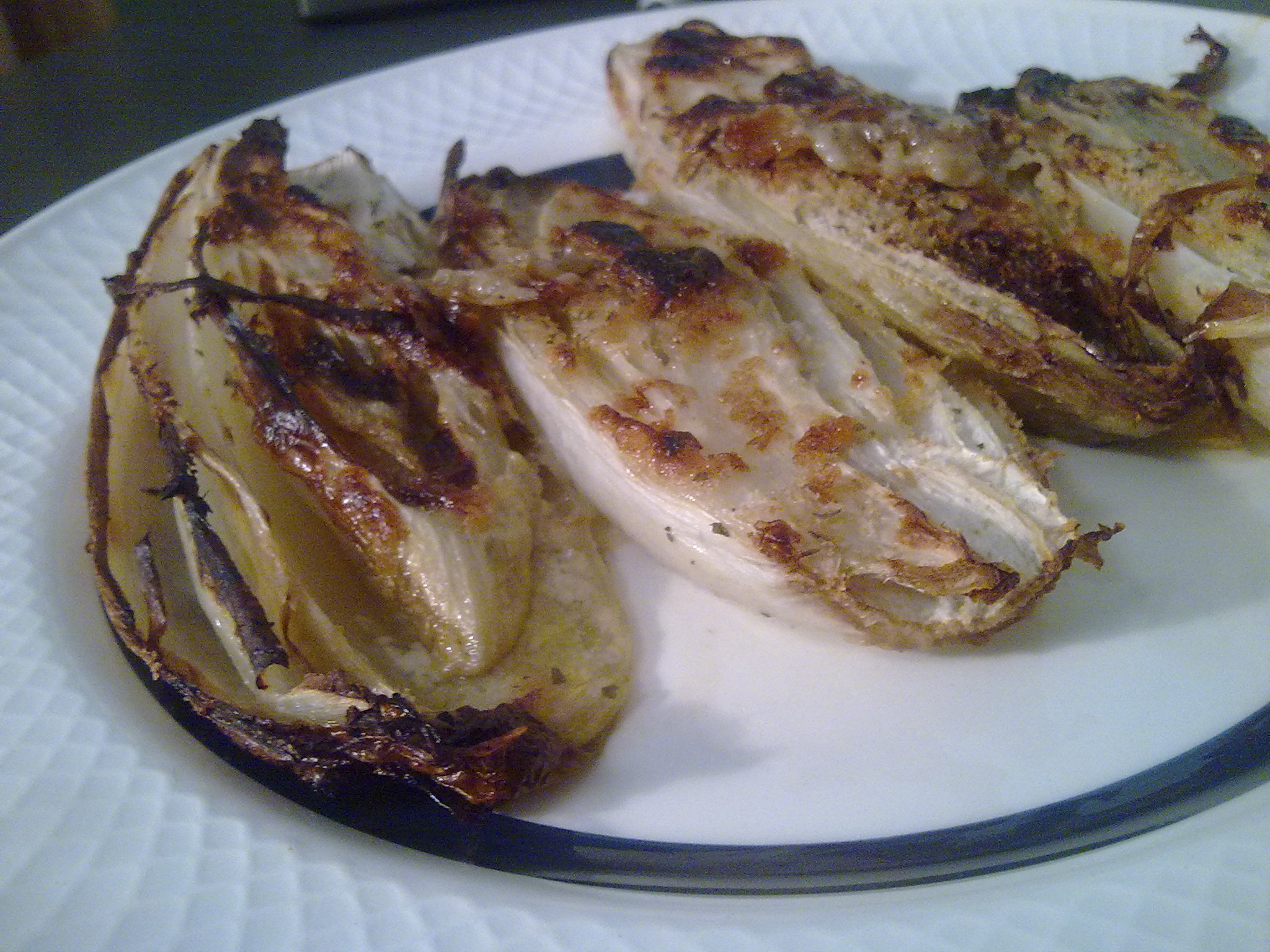
Endives braisées.

La logique du braisage des légumes ressemble à s'y méprendre à celle des poissons.
Il s'agit d'une cuisson longue dans un liquide dans le but d'aromatiser le légume et l'empêcher de sécher.
Il existe beaucoup de techniques pour braiser les légumes. Cuisinés seuls, ils servent d'entrée ou de garniture à un plat de poisson ou de viande, et peuvent être :
- travaillés seuls comme le fenouil braisé,
- accompagnés d'autres légumes frais, comme les laitues braisées, garniture Choisy[5],[6],
- en conserve comme les artichauts braisés aux citrons confits[7],
- cuits au vin ou à la bière comme les choux braisés à la Guinness[8],
- etc.

Parfois, le légume constitue l'élément principal du plat comme l'endive au jambon (appelée en Belgique « chicons au gratin »).

La cuisine végétarienne propose également toute une diversité de recettes de légumes braisés, pleines de variétés et de saveurs.